# Знаме на Югославия
Знамето на Югославия е официалното знаме на югославската държава от 1918 до 1992 г. Дизайнът и символиката на знамето произлизат от панславянското движение, което предполага обединението на южните славяни и създаването на обединена южнославянска държава през 1918 г.
Знамето се състои три равни хоризонтални ленти от синьо, бяло и червено и е използвано за първи път от Кралство Югославия от 1918 до 1941 г. Добавена е червена звезда в центъра му от югославските партизани през Втората световна война, като в този вид знамето се използва до разпадането на Югославия в началото 1990 г. След разпадането червената звезда е премахната. В този си вид знамето продължава да се използва от Сърбия и Черна гора до нейното собствено разпадане през 2006 г. Днес знамето все има значение от носталгична гледна точка по Югославия или по тези, които се възхищават на нейните антифашистки ценности.

## Дизайн и символика
Знамето на Югославия е хоризонтален трикольор от синьо (отгоре), бяло (в средата) и червено (отдолу). Дизайнът и цветовете са базирани на Панславянското знаме, прието на Панславянския конгрес през 1848 г. в Прага. След края на Първата световна война през 1918 г. южните славяни се обединяват в единна унитарна държава, наречена Кралство на сърби, хървати и словенци, която по-късно се преименува на Югославия. Монархията избира панславянския дизайн, за да символизира новото основано единство на всички южни славяни. Новото знаме представлява хоризонтален трикольор с три равни ленти от синьо (отгоре), бяло (в средата) и червено (отдолу). След края на Втората световна война и премахването на монархията през 1945 г., новото комунистическо правителство запазва вида на знамето, но добавя червена звезда с жълта рамка в центъра. Това знаме остава в употреба до разпадането на СФР Югославия през 1992 г., след което новият Сърбия и Черна гора премахва червената звезда и запазва обикновения трицветен флаг до тяхното разпадане през 2006 г.
| Цвят | Официален цветови модел | RGB цветови модел | HEX цветови модел |
| ---- | ----------------------- | ----------------- | ----------------- |
|      | Blue                    | (0, 56, 147)      | #003893           |
|      | White                   | (255, 255, 255)   | #FFFFFF           |
|      | Red                     | (222, 0, 0)       | #DE0000           |
|      | Yellow                  | (252, 209, 21)    | #FCD115           |
|      |                         | (0, 0, 0)         | #                 |
|      |                         | (0, 0, 0)         | #                 |

## Знамена на републиките
След Втората световна война Югославия става федерална социалистическа република, състояща се от шест подрепублики. Всяка република има свое знаме и герб. Повечето знамена се основават на старите исторически знамена на съответните югославски държави, с изключение на знамето на СР Босна и Херцеговина и СР Македония, които придобиват държавност едва след Втората световна война. СР Хърватия, СР Черна гора, СР Сърбия и СР Словения използват общославянските цветове червено, бяло и синьо по специфичния начин, по който вече са били традиционни за съответните страни. Тази стандартизация означава, че СР Черна гора и СР Сърбия имат идентични знамена, тъй като те продължават да използват трикольорите съответно на Кралство Черна гора и Кралство Сърбия. Що се отнася до Босна и Херцеговина, поради нейния мултиетнически характер, нейното знаме се състои от червено знаме, но с малко югославско знаме на СФР Югославия в горния ляв ъгъл.

## История

### Кралство Югославия
Знамето на Кралство сърби, хървати и словенци и Кралство Югославия се състои от три цвята: синьо (отгоре), бяло (в средата) и червено (отдолу). Прието е през 1918 г. Знамето е идентично с историческото общославянско знаме, прието на Панславянския конгрес в Прага през 1848 г. Славянските цветове (червено, синьо и бяло) са подредени по хералдически начин (бял цвят между синьо и червено). Тази цветова подредба е повлияна от френския трикольор. Съществува вариант на това знаме с националния герб.
Знамето на Кралския югославски флот е определено от законите от 1922 и 1937 г. На това знаме има малък герб от дясната страна (по-близо до мачтата). Знамето е подобно на сегашното знаме на Република Сърбия, но гербът на знамето е по-малък.
Кралството на сърби, хървати и словенци е създадено на 1 декември 1918 г. и е преименувано на Кралство Югославия на 3 октомври 1929 г. Първото знаме на държавата е официално прието през 1922 г. Всички югославски знамена (включително първите) са вариации на Панславянското знаме, прието на Панславянския конгрес в Прага през 1848 г.

### СФР Югославия
Знамето на Социалистическа федеративна република Югославия е същото като на Кралство Югославия, но в средата на знамето е изобразена петолъчка, с жълт кант по краищата ѝ, символизираща комунистическия строй на страната.
Знамето на СФРЮ се появява за първи път по времето на Втората световна война, когато Титовите партизани, поставят на мястото на герба на Кралска Югославия, червената звезда на комунизма. След войната на звездата ѝ е придадена окончателна форма, жълт кант и увеличена, е поставена в средата на знамето.
Обикновено знамето се е поставяло пред държавните сгради, на национални празници заедно със знамето на Югославската комунистическа партия (ЮКП).
Това знаме е прието на 31 януари 1946 г. като национален флаг на СФРЮ и остава непроменен чак до 1990 г., когато самата държава се разпада.
Съотношението на размерите на знамето е 1:2. 3-те цвята синьо, бяло и червено заемат по 1/3 от височината на флага. Петолъчката се вписва във въображаем кръг с диаметър 2/3 от височината на флага и 1/3 от дължината му. Центърът на кръга съвпада с идеалния център на знамето (мястото на пресичане на диагоналите).
Връхната точка на петолъчката навлиза точно в половината на синьото поле. Големината на жълтия кант на петолъчката не е определен по стандарт.
Гражданското знаме е прието на 21 март 1950 г. To e същото като държавното, но пропорцията между размерите му е 2:3.

## Други

### Малцинствата в Югославия
Освен шестте основни нации в Югославия (сърби, бошняци, хървати, словенци, черногорци и македонци) живеят и други малцинства. Всяко от тях използва свое знаме, което представлява знамето на тази народност плюс петолъчката от знамето на Югославия. Долу са изложени флаговете и на народностите, и на техните групи в Югославия
- Знамето на албанците в Югославия
- Албанското знаме
- Знамето на българите в Югославия
- Българското знаме
- Знамето на унгарците в Югославия
- Унгарското знаме
- Знамето на италианците в Югославия
- Италианското знаме
- Знамето на немците в Югославия
- Немското знаме
- Знамето на украинците и русините в Югославия
- Украинското знаме
- Знамето на турците в Югославия
- Турското знаме

### Военноморски знамена на Югославия
- монархическа Югославия
- социалистическа Югославия
- сърбо-черногорска Югославия

### Щандарти
- Щандарт на краля на Югославия
- Щандарт на президента на титова Югославия
- Щандарт на президента на Съюзна република Югославия